# Schimmelarij
Schimmelarij est un hameau situé dans la commune néerlandaise de Coevorden, dans la province de Drenthe. Le hameau est situé entre Den Hool, Veenoord et Dalerveen, le long du chemin de fer Zwolle-Assen.